# George Sylvester Viereck

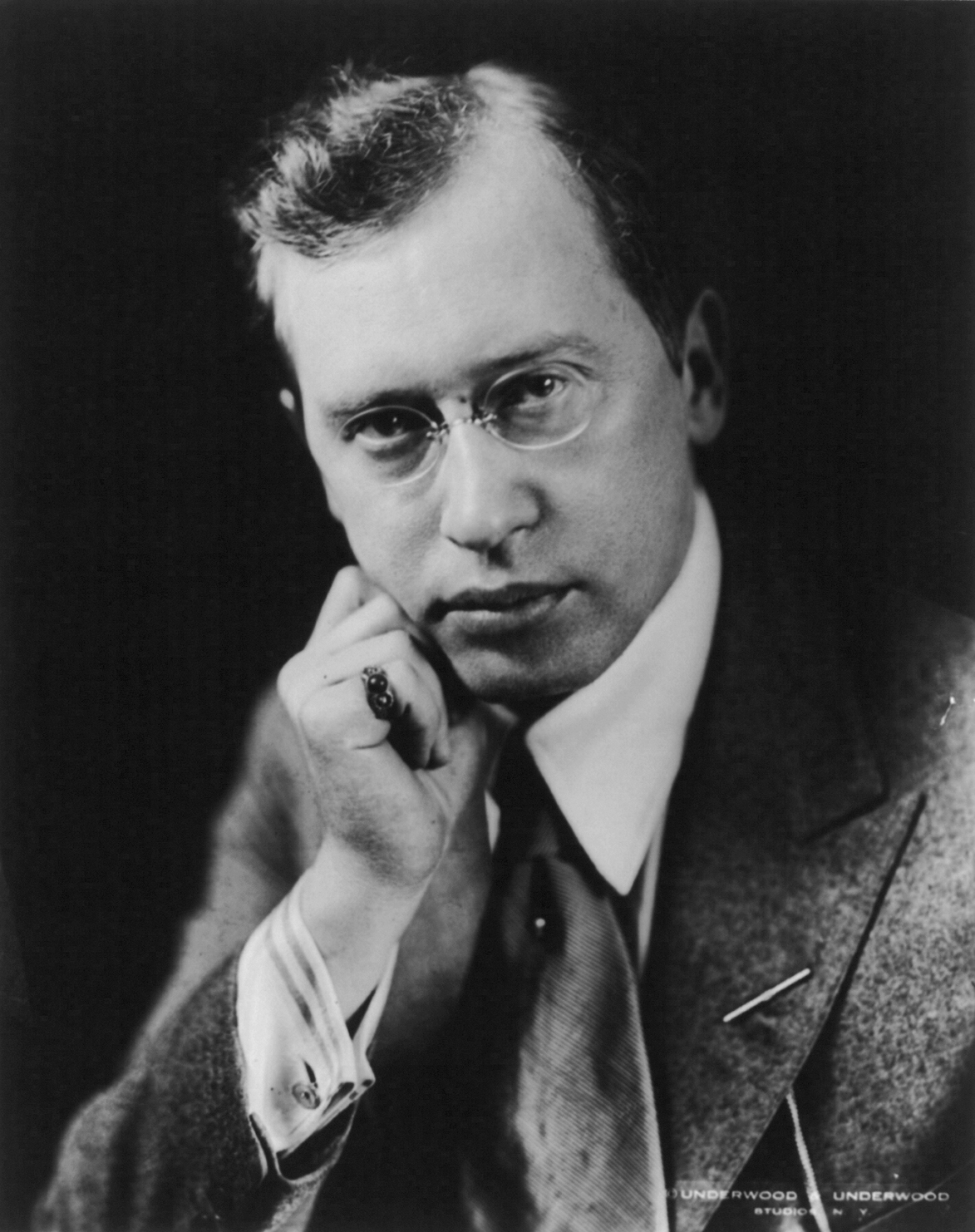
George Sylvester Viereck

George Sylvester Viereck (* 31. Dezember 1884 in München; † 18. März 1962 in Holyoke, Massachusetts) war ein deutsch-amerikanischer Dichter, Schriftsteller und Publizist.

## Leben
Vierecks Vater Louis Viereck, ein Sozialdemokrat, Freund Magnus Hirschfelds und nicht anerkannter Nachfahre der Hohenzollern, wanderte 1896 mit seiner Frau und dem 12-jährigen Sohn in die Vereinigten Staaten aus.
Nach einer anfänglichen Karriere als Lyriker, bei der er durch den Literaturkritiker Ludwig Lewisohn sowie durch William Ellery Leonard unterstützt wurde, wandelte sich George Sylvester Viereck zwischen 1907 und 1912 zu einem germanophilen Propagandisten. 1908 veröffentlichte er den Bestseller Confessions of a Barbarian.
Im Ersten Weltkrieg verlegte er zusammen mit Frederick Franklin Schrader die Journale The International und The Fatherland, um dem britischen War Propaganda Bureau und später Wilsons Committee on Public Information entgegenzuarbeiten. Um 1920 schrieb er Pamphlete für Adolf Hitler und Erich Ludendorff und lobte Sigmund Freud und Albert Einstein. Anfang 1923 führte er ein Interview mit Hitler. Nachdem sich keine Zeitung fand, die das Interview für veröffentlichungswürdig hielt, publizierte er es in seinem eigenen Journal, dem American Monthly. Dazu schrieb er: “If he lives, Hitler for better or for worse, is sure to make history” (deutsch etwa: „Sofern er am Leben bleibt, wird Hitler, im Guten oder im Schlechten, Geschichte schreiben.“). Er äußerte sich auch nach der Machtergreifung Hitlers positiv zum Nationalsozialismus und trat publizistisch dafür ein.
1924 initiierte Viereck in seinem Journal eine Kampagne für den progressiv gesinnten Präsidentschaftskandidaten Robert M. La Follette senior.
Im Juli 1927 interviewte Viereck in Wien Arthur Schnitzler. Der in Folge publizierte Text ist die umfangreichste dokumentierte Äußerung Schnitzlers zu Lebzeiten.
Viereck stand in regem Kontakt zum in den Niederlanden exilierten Deutschen Kaiser Wilhelm II., dessen Veröffentlichungen er auch ein amerikanisches Publikum verschaffte. 1928 besuchte er Wilhelm in Haus Doorn. Ein Foto von ihm, dem Kaiser, Sigurd von Ilsemann und einem niederländischen Offizier beim Tee im Park von Doorn erschien auch in der New Yorker Presse.
In den 1930er Jahren vertrat er in seinen Journalen The International und The Fatherland Vorstellungen des Nationalsozialismus. 1933 war er dem Deutschen Touristikbüro behilflich, eine pro-nationalsozialistische Broschüre zu erstellen. 1940 engagierte er sich zusammen mit dem Autohersteller Henry Ford sowie einigen Militärs, Senatoren und Abgeordneten für das eine Intervention ablehnende America First Committee. Er war führendes Mitglied des American Fellowship Forum von Friedrich Auhagen. Auf Grundlage des Foreign Agents Registration Act saß er von 1942 bis 1947 für seine publizistische Tätigkeit insgesamt vier Jahre und sechs Monate in Haft.
Seine Gefängniserlebnisse, erschienen 1952 als Men into Beasts, beschreiben den Verlust der Menschenwürde, Brutalität sowie Homosexualität und Vergewaltigung unter Männern, deren Zeuge er in amerikanischen Gefängnissen wurde. Es gilt als erstes Werk des Genres Gay Pulp Fiction.

## Ehe und Familie
Viereck heiratete im Jahr 1914. Sein Sohn war der konservative Historiker und Pulitzer-Preisträger Peter Viereck.

## Werke
- Gedichte (1904)
- The House of the Vampire (1907)
- Nineveh and Other Poems (1907)
- Confessions of a Barbarian (1910)
- The Candle and the Flame (1912)
- Songs of Armageddon & Other Poems (1916)
- My First Two Thousand Years: The Autobiography of the Wandering Jew, zusammen mit Paul Eldridge (1928) – auf Deutsch: Meine ersten 2000 Jahre: Autobiographie des Ewigen Juden. List-Verlag. Leipzig. Dt. Übers. von Gustav Meyrink (1928)
- Glimpses of the Great (1930)
- Salome: The Wandering Jewess (1930)
- The Invincible Adam (1932)
- Strangest Friendship: Woodrow Wilson and Colonel House (1932)
- The Kaiser on Trial (1937)
- The Temptation of Jonathan (1938)
- Men Into Beasts. New York: Fawcett Publications (1952)
- The Nude in the Mirror (1953)